# Güira de Melena
Güira de Melena es un municipio de la Provincia de Artemisa. Hasta finales de 2010 perteneció a la antigua Provincia de La Habana. Cubre una superficie de 177 km². Se encuentra limitado al este con el municipio de Quivicán, al norte con San Antonio de los Baños, al oeste con el municipio de Alquízar y al sur con el Golfo de Batabanó. 
Fue fundada en el 1779 momento en el que se fabricaron algunas de sus viviendas y se construyó una iglesia de tabla y guano. En 1806 la iglesia se reedificó de mampostería y teja. En 1840 por cuotas de los vecinos se construyó el cementerio con su capilla anexa. El 23 de septiembre de 1878, se otorga la condición de municipio y se crea el primer ayuntamiento el 1 de enero de 1879.
Otros asentamientos del municipio:
- El Gabriel.
- El Junco.
- Cajío.
- La Cachimba

La principal actividad económica es la agricultura con importantes plantaciones de viandas, vegetales, y frutales.

## Flora
La flora del municipio en gran medida es de origen antropogénico (es decir de origen humano), en la zona costera la vegetación es de hierbazal de ciénaga ( comunidades herbáceos) y vegetación acuática, abunda el mangle rojo y prieto, la palma cana, el macío, el alambrillo, el cortadera, el ocuje y el guano prieto entre otras.
Su fito recurso principal es el industrial y el interés de conservación está calificado como baja prioridad.
En el resto del territorio la vegetación es de cultivo agrícola con focos de pastos y vegetación secundaria, la vegetación original es de subferennifelios-mesófelo típico, siendo la vegetación potencial, la presencia de los endémicos es pobre, es decir, su interés conservacionista.
Existe en el territorio la flora autóctona del resto del país, no se conocen nuevas especies que resulten de interés para su estudio.

## Fauna
En la zona costera la fauna es de tipo endrófila, es decir de lagunas, ciénagas y embalses, en el resto del territorio la fauna es antropesena.
Existen especies endémicas como las mariposas diurnas, arácnidos, mamíferos terrestres, reptiles, moluscos, así como aves, etc. La regionalización faunística del territorio está clasificada como la de subprovincia Cuba-Bahamas Occidentales.
Entre las nuevas especies se encuentran, las aves ornitológicas, la tilapia y la carpa isbrelí. Algo muy significativo de señalar es la aparición de cocodrilos en la zona costera.

## Hidrografía
Se puede mencionar El Cajío que constituye un surgidero y río. El surgidero está en la costa junto al estero que forma la desembocadura del arroyo, el cual nace en el barrio de Turibacoa.

## Suelos
El terreno en este municipio es llano y cenagoso en el litoral. Sin montes ni ríos, salvo el Cajío y varios arroyos que durante la sequía no corren. Suelo fértil que produce buen tabaco, plátanos, piña y frutas menores.

## Política
Este municipio está gobernado por el único partido político de Cuba, el Partido Comunista. Su gobernador actual es Daniel López Rodríguez junto con la vicegobernadora Karel León, la cual fue imputada por delitos de corrupción local en el 2020, en el contexto de la pandemia por Covid-19. Aunque poco después estos delitos desaparecieron. 
Su historiador actual y más reconocido es León Rigoberto Castañeda.
El Poder Popular lo integran 65 diputados municipales y su totalidad son militantes del PCC. Aporta 22 diputados a la Asamblea del Poder Popular provincial de Artemisa y 2 a la Asamblea Nacional.
Lizandra Góngora es la principal activista de este municipio contra la dictadura cubana, tiene 5 hijos y está en prisión desde 2021, después de las protestas del 11 de julio de ese mismo año.